# Église évangélique Pentecôtiste de Perpignan
 (novembre 2020).
Si vous disposez d'ouvrages ou d'articles de référence ou si vous connaissez des sites web de qualité traitant du thème abordé ici, merci de compléter l'article en donnant les références utiles à sa vérifiabilité et en les liant à la section « Notes et références ».
L'Église Évangélique Pentecôtiste de Perpignan est l'église de la Congrégation évangélique des Assemblées de Dieu (ADD) de Perpignan, dans le département des Pyrénées-Orientales.

## Situation
L'église est située au centre-ville, à l'extrémité nord-ouest du quartier de Saint-Mathieu, à côté de La Basse, au numéro 3 du boulevard des Pyrénées au coin du quai de Barcelone.

## Histoire
La Fédération des Églises des Assemblées de Dieu est une organisation évangélique pentecôtiste. C'est une congrégation fondée aux États-Unis, bien qu'elle soit liée aux mouvements anabaptistes du XVIIe siècle. La base principale réside dans l'importance du rôle de l'Esprit Saint tout au long de la vie chrétienne, avec la caractéristique particulière du don des langues, comme le reflète la Bible, l'attribuant au rôle de l'Esprit Saint.